# Boeing B-50
Die Boeing B-50 Superfortress (Boeing Modell 345-2) war ein viermotoriger US-amerikanischer Langstreckenbomber. Sie war eine direkte Weiterentwicklung der B-29 Superfortress. Da sie im Vergleich zur B-29 eine größere Bombenlast tragen sollte, wurde sie mit den wesentlich stärkeren Sternmotoren Pratt & Whitney R-4360 Wasp-Major ausgerüstet. Zusätzlich erhielt das neue Modell zahlreiche Detailverbesserungen, so etwa ein größeres Seitenleitwerk und eine allgemein leichtere Flugzeugzelle.

## Geschichte
Die ursprünglich verwendete Bezeichnung B-29D änderte die US-Luftwaffe im Dezember 1945 in B-50, was mit den zahlreichen Modifikationen im Vergleich zur B-29 begründet wurde. Die Umbenennung sollte es aber auch erleichtern, den US-Kongress zur Bewilligung von Geldmitteln für das „neuartige“ Modell zu bewegen.
Die erste Serienmaschine (B-50A/46-002) startete am 25. Juni 1947 zum Erstflug und wies eine beachtliche Leistungssteigerung gegenüber der B-29 auf.
Zwischen 1947 und 1953 wurden 371 Maschinen in vielen unterschiedlichen Versionen gebaut. Die meistgebaute Version war die B-50D, die zwei 2650 Liter fassende Außentanks mitführen konnte. Die zuletzt gebaute Version war die KB-50J, die zwei J47-Strahltriebwerke in Anbaubehältern mitführte. Dadurch konnte die Höchstgeschwindigkeit auf bis zu 715 km/h gesteigert werden.

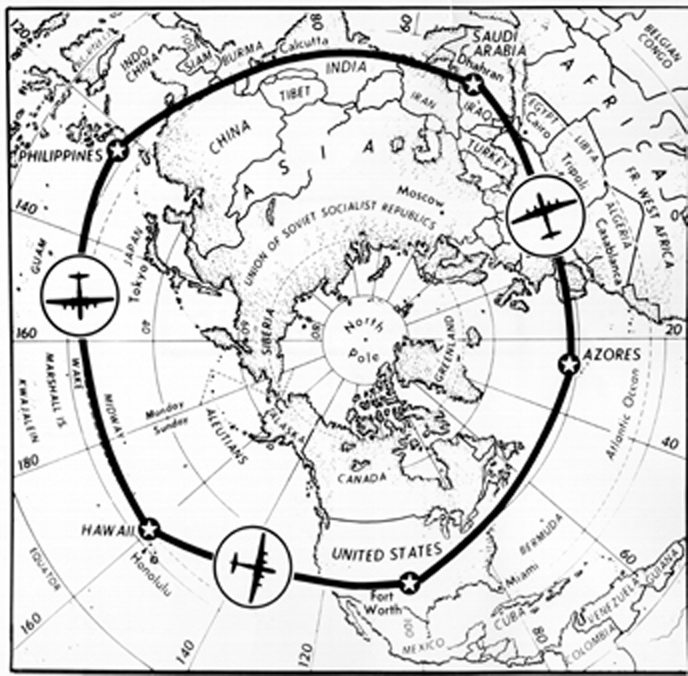
Route der ersten Nonstop-Weltumrundung

Die B-50 wurde als atomwaffenfähiger Langstreckenbomber und Aufklärungsflugzeug verwendet. Von 1956 bis 1958 wurde sie auch zur Wetterbeobachtung und zur Erkundung von Hurrikans eingesetzt. Im Vietnamkrieg diente sie zuletzt als Luftbetankungsflugzeug, bevor sie 1965 außer Dienst gestellt wurde.
Im März 1949 gelang mit der Lucky Lady II mit dem US-Piloten Captain James G. Gallagher die erste Nonstop-Weltumrundung in 94 Stunden von der Carswell Air Force Base in Texas mit Luftbetankungen über den Azoren, Saudi-Arabien, den Philippinen und Hawaii.
Einige B-50 wurden später auch zu Tankflugzeugen umgebaut.

## Produktion
Abnahme der B-50 durch die USAF:
| Version | 1947 | 1948 | 1949 | 1950 | 1951 | 1952 | 1953 | SUMME | PREIS         |
| ------- | ---- | ---- | ---- | ---- | ---- | ---- | ---- | ----- | ------------- |
| B-50A   | 3    | 73   | 3    |      |      |      |      | 79    | 1.144.296 USD |
| B-50B   |      |      | 45   |      |      |      |      | 45    | 1.144.296 USD |
| YB-50C  |      |      | 1    |      |      |      |      | 1     |               |
| B-50D   |      |      | 95   | 127  |      |      |      | 222   | 1.144.296 USD |
| TB-50H  |      |      |      |      |      | 22   | 2    | 24    | 1.485.571 USD |
| SUMME   | 3    | 73   | 144  | 127  | 0    | 22   | 2    | 371   |               |

Umbau der B-50:
| Version   | aus           | FY 1950 | FY 1951 | FY 1952 | FY 1953 | FY 1954 | FY 1955 | FY 1956 | FY 1957 | FY 1958 | FY 1959 | SUMME | Bemerkung                                                             |
| --------- | ------------- | ------- | ------- | ------- | ------- | ------- | ------- | ------- | ------- | ------- | ------- | ----- | --------------------------------------------------------------------- |
| RB-50     | B-50B         | 28      | 16      |         |         |         |         |         |         |         |         | 44    | ursprünglich RB-50B, 1951 umbenannt in 14 E, 14 F und 15 G, 1 Verlust |
| RB-50F    | RB-50E        |         |         | 2       |         |         |         |         |         |         |         | 2     |                                                                       |
| RB-50D    | B-50D         |         |         |         |         |         |         |         | 2       |         |         | 2     |                                                                       |
| EB-50B    | B-50B         |         | 1       |         |         |         |         |         |         |         |         | 1     |                                                                       |
| TB-50A    | B-50A         |         | 11      |         |         |         |         | 5       |         |         |         | 16    |                                                                       |
| TB-50B    | B-50B         |         |         |         |         |         |         |         | 1       |         |         | 1     | war vermutlich die EB-50B                                             |
| TB-50D    | B-50D, RB-50D |         |         |         | 11      |         |         | 6       |         | 2       | 1       | 20    |                                                                       |
| TB-50A, D | B-50A, D      |         |         |         |         |         |         | 2       |         |         |         | 2     | entweder A oder D                                                     |
| TB-50G    | RB-50G        |         |         |         |         |         |         |         |         |         | 2       | 2     |                                                                       |
| WB-50D    | B-50D         |         |         |         |         |         |         | 42      | 32      |         |         | 74    |                                                                       |
| KB-50     | B-50D, TB-50H |         |         |         |         |         |         | 10      | 72      | 49      |         | 131   |                                                                       |
| KB-50D    | B-50D         |         |         |         |         |         |         | 3       |         |         |         | 3     |                                                                       |
| KB-50J    | B-50D, KB-50  |         |         |         |         |         |         |         | 1       | 50      | 69      | 120   |                                                                       |
| KB-50K    | KB-50         |         |         |         |         |         |         |         |         | 7       | 17      | 24    | ursprünglich TB-50H                                                   |
| SUMME     |               | 28      | 28      | 2       | 11      | 0       | 0       | 68      | 107     | 108     | 89      | 441   |                                                                       |

(FY = Fiscal Year, das FY 1950 geht vom 1. Juli 1949 bis zum 30. Juni 1950)
Die Ausmusterung der Bomber erfolgte bereits 1955, die der Aufklärer 1960 und die der Schulflugzeuge 1959/60. Die Wetterflugzeuge waren bis 1963/64 im Einsatz, die Tanker bis 1964/65.

## Versionen

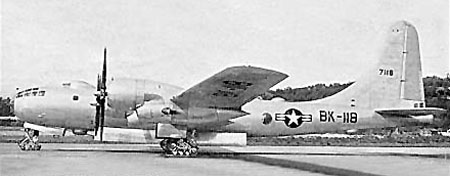
Boeing EB-50B Superfortress mit Kettenfahrwerk

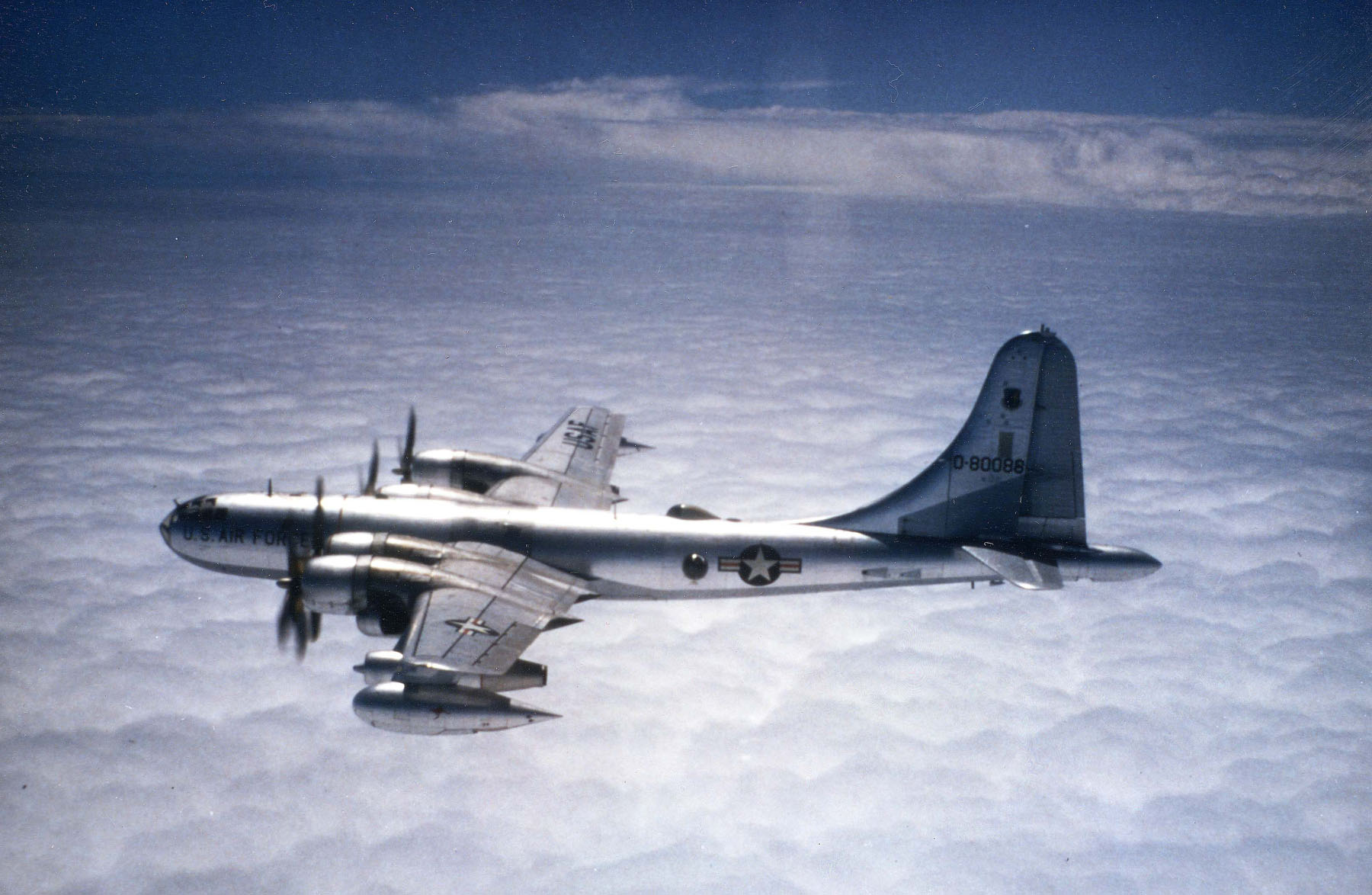
Boeing KB-50J im Flug

- Boeing B-50A Superfortress
- Boeing B-50B Superfortress
- Boeing B-50C Superfortress
- Boeing B-50D Superfortress
- Boeing EB-50B Superfortress
- Boeing DB-50D Superfortress
- Boeing TB-50D Superfortress
- Boeing WB-50D Superfortress
- Boeing RB-50E Superfortress
- Boeing RB-50F Superfortress
- Boeing RB-50G Superfortress
- Boeing TB-50H Superfortress
- Boeing KB-50 Superfortress
- Boeing KB-50J Superfortress
- Boeing KB-50K Superfortress

## Zwischenfälle
Die USAF verlor durch Flugunfälle und Unfälle am Boden

- 30 Bomber im Zeitraum vom 1. Juli 1949 bis 30. Juni 1955

- 05 Aufklärer vom 1. Juli 1951 bis zum 30. Juni 1957

- 02 Trainer vom 1. Juli 1953 bis zum 30. Juni 1956

- 07 Wetterflugzeuge vom 1. Juli 1956 bis zum 30. Juni 1961 und

- 025 Tanker vom 1. Juli 1956 bis zum 30. Juni 1965.
 
Beispiele:
- Am 10. November 1950 verlor eine B-50A der 64th Bombardement Squadron (43rd Bombardement Group, 15th Air Force) eine Atombombe vom Typ Mk. IV im Sankt-Lorenz-Strom nahe der kanadischen Stadt Rivière-du-Loup. Es kam nicht zu einer Detonation.[3]

- Am 29. Juli 1953 wurde eine RB-50G der 343th Strategic Reconnaissance Squadron der US Air Force mit 17 Besatzungsmitgliedern an Bord von zwei sowjetischen Jagdflugzeugen vom Typ MiG-15 mit den Piloten Rybakow und Jablonski über dem Japanischen Meer abgeschossen. Nur der Copilot John E. Roche überlebte.[4]

- Eine weitere RB-50G der 41st Air Division verschwand am 10. September 1956 auf einer SIGINT-Mission ebenfalls über dem Japanischen Meer. Dieses Flugzeug wurde aber nicht, wie lange Zeit angenommen, von sowjetischen Flugzeugen abgeschossen, sondern fiel höchstwahrscheinlich dem Taifun „Emma“ zum Opfer. Die sechzehnköpfige Besatzung gilt als vermisst.[5]

## Technische Daten
| Kenngröße             | Daten der B-50A                                                                           |
| --------------------- | ----------------------------------------------------------------------------------------- |
| Besatzung             | 10–14                                                                                     |
| Spannweite            | 43,05 m                                                                                   |
| Länge                 | 30,18 m                                                                                   |
| Höhe                  | 9,96 m                                                                                    |
| max. Startmasse       | 76.389 kg                                                                                 |
| Antrieb               | vier Pratt & Whitney R-4360 Wasp-Major mit je 2.610 kW (3.500 PS)                         |
| Höchstgeschwindigkeit | 620 km/h                                                                                  |
| Gipfelhöhe            | 11.280 m                                                                                  |
| normale Reichweite    | 7.483 km                                                                                  |
| Bewaffnung            | zwölf 12,7-mm-MG in ferngesteuerten Waffenständen, eine 20-mm-MK im Heck, 9.072 kg Bomben |

## Erhaltene Maschinen
Heute existieren noch einige Maschinen in verschiedenen Luftfahrtmuseen, jedoch ist keine davon mehr in flugfähigem Zustand.